# 尼日利亚童子军协会
尼日利亚童子军协会（SAN）是尼日利亚的国家童子军组织，于1915年在尼日利亚殖民地和保护国成立，1961年成为世界童子军运动组织的成员。截至2015年，尼日利亚童子军协会有大约750,210名成员。

## 历史
1915年11月21日，英国驻尼日利亚总督弗雷德里克-卢加德勋爵将童子军带到了尼日利亚, 并为居住在英国保护国的英国公民的家属创建了童子军团体。不久之后，当地男孩被允许成为童子军。
尼日利亚于1960年获得独立，随着童子军计划的大力推广，童子军运动迅速得到发展。独立后不久，纳姆迪-阿齐基韦博士成为尼日利亚的首席侦察员。1961年，尼日利亚童子军协会在加拿大安大略省渥太华的国际童子军局注册为国家童子军组织。亚库布-戈翁将军从1966年到1975年成为尼日利亚的首席侦察员。
C.C. 莫杰库从1961年到1969年在世界童子军运动组织的世界童子军委员会任职。
1979年，F.O. 奥贡兰被授予铜狼勋章，这是世界童子军运动组织的唯一荣誉，由世界童子军委员会授予，以表彰对世界童子军的特殊服务。
许多尼日利亚童子军作为培训师或志愿者在国际上服务。有些人赢得了国际奖项，还在英国和美国管理单位或团体。BSA档案中有：加布里埃尔-奥福托昆-古德威。1969-85年的尼日利亚和BSA。索内耶-菲利普 2004年，尼日利亚，BSA和英国童子军培训师和专员 - 作为人口最多的非洲国家和人口最多的黑人国家，童子军活动在尼日利亚与日俱增。
1999年在南非德班举行的世界童子军大会上，童子军中的性别平衡会议通过了第4/99号决议，敦促所有国家童子军组织采用性别平衡方案。尼日利亚童子军协会的年度大会在那年晚些时候举行，尼日利亚童子军协会的名称被改为不分性别的尼日利亚童子军协会。

## 项目

### 活动
这个组织对所有宗教的男孩和女孩都开放，尽管其成员主要是穆斯林和不同教派的基督徒。
计划的重点是公民培训和社区服务项目，在国家、州和社区活动中提供服务，以及在发生灾难时提供急救。在农村地区开展养鱼业，以改善饮食。
在奥约州的伊格博-奥拉有一个国家社区发展项目，其中包括养鱼、农业和来自全国各地的童子军培训中心。童子军种植了包括玉米、甜瓜和菠萝在内的农作物，并学习了用于建造低成本住房的砂浆/网格技术。该项目提供培训服务，帮助当地农民学习新技术。
童子军有时会与女童子军一起组织社会活动，这两个组织的领导人彼此保持联系。

### 部门
该协会按照年龄分为三个部分。
- 幼童军 - 年龄在 6-12 周岁
- 童军 - 年龄在 12-19 周岁
- 罗浮童军 - 年龄在 19-24 周岁

### 理念
童军诺言
我以我的名誉保证，我将尽我所能
对上帝和我的国家尼日利亚尽到自己的责任
在任何时候都要帮助别人
并遵守童子军法则。
童子军法则
1. 童子军的荣誉是值得信赖的。
2. 童子军忠于尼日利亚总统、他的童子军教官、他的雇主和他手下的人。
3. 童子军的责任是成为有用的人并帮助他人。
4. 童子军是所有人的朋友，也是每个其他童子军的兄弟，无论对方属于哪个国家、性别、阶层或信仰。
5. 童子军是善良、温柔和有礼貌的。
6. 童子军是动物的朋友。
7. 童子军对父母、巡逻队长或童子军领袖的命令无条件服从。
8. 童子军在任何困难下都是开朗的。
9. 一个童子军是节俭的。
10. 一个童子军在思想、语言和行为上都是纯洁的。

童军铭言
我准备好了。

### 空中和海上童子军
一些童子军团体属于独立的空童子军和海童子军分支。这两个分支都遵循所有部门的核心课程，但根据不同的分支，可以增加更多的航空或航海重点，一些集团分支选择被尼日利亚空军或尼日利亚海军承认。

## 营地
在全国各地，都有由尼日利亚童子军协会拥有的营地；通常它们是由童子军区、省、师或州拥有和经营。